# Andrea Pollack
Pour les articles homonymes, voir Pollack.

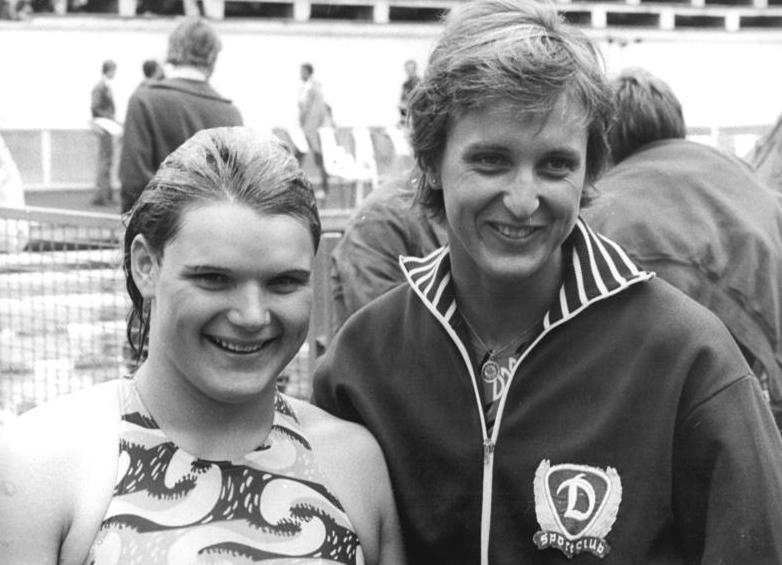
Andrea Pollack (à gauche) et Barbara Krause en 1978.

Andrea Pollack, née le 8 mai 1961 à Schwerin (RDA) et morte le 13 mars 2019 à Berlin (Allemagne), est une nageuse est-allemande puis allemande, spécialiste de la nage papillon, qui a remporté trois titres olympiques au cours de sa carrière.

## Carrière
Andrea Pollack s'illustre au moment où la natation est-allemande domine outrageusement les compétitions internationales. Ainsi, en 1976, à l'âge de 15 ans, elle gagne deux titres olympiques en remportant les épreuves du 200 m papillon et le relais 4 × 100 m 4 nages. Elle s'illustre également sur le 100 m papillon et le relais 4 × 100 m nage libre où elle remporte la médaille d'argent. Pour sa deuxième participation aux Jeux olympiques à Moscou, elle participe à la conservation du titre du relais 4 × 100 m 4 nages. En individuelle, elle monte sur la deuxième marche du podium sur l'épreuve du 100 m papillon.
En 1978, elle améliore trois meilleures marques mondiales de l'histoire mais ne remporte aucun titre mondial à Cali. Elle se console avec trois médailles sur 100 m et 200 m papillon, ainsi que sur le relais 4 × 100 m 4 nages.

### Dopage
Andrea Pollack, comme la plupart des sportifs est-allemands de la même époque, a été dopée par ses entraîneurs sur ordre de la Stasi. Les nageurs étaient dopés à l'Oral-Turinabol, un stéroïde anabolisant dérivé de la testostérone.
Après sa retraite sportive, elle a fait une fausse-couche inexpliquée à son cinquième mois de grossesse et a témoigné lors du procès du dopage est-allemand.

## Palmarès

### Jeux olympiques
- Jeux olympiques de 1976 à Montréal (Canada) :
  -  Médaille d'or sur l'épreuve du 200 m papillon (2 min 11 s 41).
  -  Médaille d'or avec le relais est-allemand 4 × 100 m 4 nages (4 min 7 s 95).
  -  Médaille d'argent sur l'épreuve du 100 m papillon (1 min 0 s 98).
  -  Médaille d'argent avec le relais est-allemand 4 × 100 m nage libre (4 min 7 s 95).

- Jeux olympiques de 1980 à Moscou (Union soviétique) :
  -  Médaille d'or avec le relais est-allemand 4 × 100 m 4 nages (4 min 6 s 67).
  -  Médaille d'argent sur l'épreuve du 100 m papillon (1 min 0 s 90).

### Championnats du monde
- Championnats du monde 1978 à Cali (Colombie) :
  -  Médaille d'argent sur l'épreuve du 100 m papillon (1 min 0 s 26).
  -  Médaille d'argent avec le relais est-allemand 4 × 100 m 4 nages (4 min 9 s 13).
  -  Médaille de bronze sur l'épreuve du 200 m papillon (2 min 12 s 63).

### Championnats d'Europe
- Championnats d'Europe 1977 à Jönköping (Suède) :
  -  Médaille d'or du 100 m papillon.
  -  Médaille d'or du relais 4 × 100 m 4 nages.
  -  Médaille d'argent du 200 m papillon.

## Records
- 100 m papillon en grand bassin :
  - Record du monde du 3 juillet 1978 au 11 avril 1980 (1 amélioration : 59 s 46). Battu par Mary T. Meagher.

- 200 m papillon en grand bassin :
  - Record du monde du 9 avril 1978 au 26 août 1978 (2 améliorations : 2 min 11 s 20, 2 min 9 s 87). Égalé par Tracy Caulkins, battu par Mary T. Meagher.